# Tessa Polder
Tessa Polder (Capelle aan den IJssel, 10 oktober 1997) is een Nederlands volleybalspeelster. Siebring kwam in Nederland uit voor Talentteam Papendal en Sliedrecht Sport. In het buitenland speelde ze voor de Duitse clubs Ladies in Black Aachen en Schweriner SC, de Franse clubs ASPTT Mulhouse en Volero Le Cannet en de Italiaanse clubs Sir Safety Perugia en Pallavolo Pinerolo. Sinds 2024 komt Polder uit voor Piemonte Volley.

## Carrière
Polder begon haar volleybalcarrière in Talentteam Papendal, waar ze haar opleiding genoot. In 2013 nam ze met Nederland -19 deel aan het WK -19 in Griekenland. Tot 2016 kwam ze uit voor Sliedrecht Sport. Ze maakte haar debuut voor de Nederlandse volleybalploeg, waarmee ze deelnam aan de Volleybal World Grand Prix 2016. Na dit eindtoernooi tekende ze een contract bij het Duitse Ladies in Black Aachen. Met deze club haalde ze kwartfinales van de play-offs en de DVV Cup. Het jaar erop behaalde Polder de halve finales, waarna ze vertrok naar competitiegenoot Schweriner SC. Bij deze club wist ze de DVV Cup te winnen en een tweede plaats in de Bundesliga te behalen. In 2019 keerde Polder terug bij Ladies in Black Aachen, waar ze opnieuw tot de kwartfinales van de play-offs en Challenge Cup kwam. Toen de competitie door de coronapandemie werd beëindigd, stond Ladies in Black Aachen op de zevende plaats. In het seizoen 2020/21 maakte Polder de overstap naar het Franse ASPTT Mulhouse. Hier speelde ze een seizoen waarna ze overstapte naar competitiegenoot Volero Le Cannet. In 2022 ging Polder naar Italië, waar ze neerstreek bij Sir Safety Perugia. Na in het seizoen 2023/24 voor Pallavolo Pinerolo uit te zijn gekomen, komt Polder sinds 2024 uit voor Piemonte Volley uit Cuneo.

## Awards
Clubverband
- Duitse runner-up 1×
- Duitse Beker 1×